# Aegorhinus vitulus
El caballito (Aegorhinus vitulus) es una especie de insecto de la familia Curculionidae.

## Características
Tiene mandíbulas alargadas en forma de probóscide orientadas hacia adelante y abajo, de tal forma que su imagen se asemeja al perfil de un caballo.
Es una especie xilófaga, tanto larvas como adultos se alimentan de la corteza de Nothofagaceae como ñires, lengas y coihues. 
Otros nombres: burrito, burrito del sur, cabrito del roble, caballito del monte
En Tierra del Fuego se encuentra la subespecie A. v. vitulus, de la que los selknam creían que era la encarnación de un hechicero, por lo que evitaban dañarlos.

## Distribución
Se encuentra en las provincias de Santa Cruz y Tierra del Fuego en Argentina, y en las provincias de Aysén, Última Esperanza, Magallanes y Tierra del Fuego en Chile.